# Enrico Obletter
Enrico Obletter (Sydney, 1959 – L'Aquila, 22 febbraio 2021) è stato un giocatore di softball, dirigente sportivo e allenatore di softball australiano naturalizzato italiano.

## Biografia
Nato in Australia, nel 1984 si trasferì in Abruzzo, la regione italiana di cui la famiglia era originaria. Già in quello stesso anno fu ingaggiato dal Chieti e contribuì quindi alla sua storica promozione in A2. Dopo il ritiro entrò nel mondo del softball: divenne il manager più vincente della storia nelle squadre di club italiane, sia in campo nazionale (9 Scudetti e 3 Coppe Italia), sia in campo europeo (5 Coppe dei Campioni). Dal 2017 guidò la nazionale femminile italiana di softball, vincendo il campionato europeo nel 2019 e portando la selezione azzurra alla qualificazione per le Olimpiadi di Tokyo 2020 senza però riuscire ad accompagnare la squadra a causa della sua scomparsa, avvenuta il 22 febbraio 2021, all'età di 62 anni, per complicazioni da COVID-19. 